# Миллионер
Миллионе́р (от миллион) — богатый обладатель состояния (капитала) от одного миллиона до одного миллиарда денежных единиц, обычно долларов США, или же другой твёрдой валюты, к примеру евро, британских фунтов, швейцарских франков.
В обиходе также термины мультимиллионер (обладатель многомиллионного состояния) и миллиардер.

## Термин
Миллионерами можно назвать людей, имеющих миллион единиц любой валюты. Однако такое наименование может оказаться весьма далёким от его значения, подразумевающего богатство — как правило, причиной тому может быть слабая национальная валюта. Так, в Белоруссии (до 1 июля 2016 года) к миллионерам в таком смысле можно было отнести большую часть трудоспособного населения. В 1995—1998 годах в России почти каждая семья только наличными имела более миллиона рублей: настолько российский рубль был обесценен (буханка хлеба стоила несколько тысяч рублей).

## Списки миллионеров
По данным компании Merrill Lynch, на июнь 2008 года в мире насчитывалось 10,1 млн миллионеров, из них около трети — в США. Совокупный размер их активов (без учёта стоимости основной недвижимости) составлял $40,7 трлн. Согласно данным швейцарского банка Credit Suisse, на 2015 год в мире насчитывается около 34 млн долларовых миллионеров.
По данным компании Spectrem Group, в 2015 году число домохозяйств-миллионеров только на территории Соединённых Штатов достигло 10,4 млн, что на 3 % выше уровня 2014 года.

## Факты
Cогласно исследованиям американских экономистов Тома Стенли (Thomas Stanley) и Уильяма Данко (William Danko), представленным в их книге «Мой сосед — миллионер» (The Millionaire Next Door), 80 % американских миллионеров достигли миллионного состояния сами, и лишь 20 % получили его по наследству.
Миллионером и даже миллиардером можно стать, выиграв джекпот в какой-либо лотерее (правда, с выигранной суммы во многих странах придётся заплатить налоги), и таких случаев известно немало. А также взяв крупный приз (например, в каком-либо конкурсе; в спортивных и иных соревнованиях).
Во многих развитых странах существуют целые посёлки или районы, где проживают преимущественно семьи с состоянием миллион долларов и выше. Кроме того, образовались даже профессиональные области[какие?], где большинство работающих — миллионеры.
Согласно Отчету Billionaires Report 2019, миллиардеры оказывают существенное положительное влияние на устойчивость и успех подконтрольных им компаний. За 15 лет до конца 2018 года компании, контролируемые миллиардерами, котирующиеся на фондовом рынке, вернули 17,8 % по сравнению с 9,1 % MSCI AC World Index. По мнению авторов доклада, этот эффект миллиардера связан с разумным подходом к рискам и готовностью планировать и инвестировать в долгосрочном плане.